# 프랑스 국립 관현악단

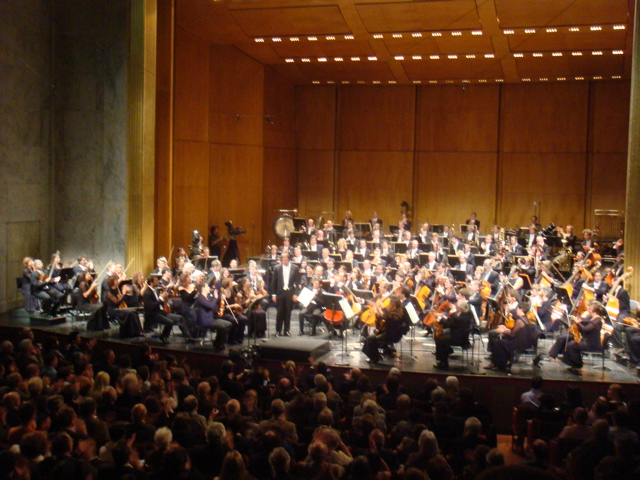

프랑스 국립 관현악단(프랑스어: Orchestre National de France)은 파리를 거점으로 하는 프랑스의 대표적인 관현악단이다. 창단 때부터 공영 방송인 라디오 프랑스의 산하 악단으로 설립되어 방송 관현악단의 역할도 하고 있다.

## 역사
1934년 1월에 체신성 장관이었던 장 미스틀레르의 발의로 프랑스 국립 방송 산하에 관현악단이 창단되었고, 창단 시의 명칭은 '프랑스 국립 방송 관현악단(Orchestre National de la Radiodiffusion Française)' 이었다. 초대 상임 지휘자로는 데지레-에밀 앵겔브레슈트가 임명되었고, 엄격한 단원 선발과 연습으로 악단의 기초를 다져 놓았다. 그러나 2차 세계대전 발발과 독일군의 프랑스 점령으로 인해 큰 타격을 받았고, 독일군 군정의 엄격한 감독 하에 축소 활동으로 간신히 명맥을 이었다.
1944년 파리 해방과 함께 악단도 활동의 자유를 되찾았고, 독일군 포로 수용소에서 갓 풀려난 마뉘엘 로장탈이 제 2대 상임 지휘자로 부임했다. 로장탈과 그 후임이었던 로제르 데조르미에르는 각각 4년과 5년의 단임에 그쳤지만, 답보 상태에 있던 악단의 연주력을 전쟁 이전 수준으로 회복시키는 데 큰 역할을 했다. 데조르미에르가 건강 악화로 은퇴한 뒤에는 앙드레 클뤼탕스가 후임으로 부임했으며, 프랑스 음악 외에도 독일이나 오스트리아 음악으로 레퍼토리를 확대했다. 1958년에는 쇼스타코비치가 파리를 방문해 클뤼탕스의 지휘로 자신의 피아노 협주곡 두 곡과 교향곡 11번을 녹음하기도 했다.
클뤼탕스가 벨기에 국립 관현악단으로 이임하면서 모리스 르 루가 자리를 이어받아 1967년까지 활동했으며, 1964년에는 방송국에 텔레비전 부서가 추가되면서 'Orchestre National de l'ORTF(ORTF: Office de Radiodiffusion-Télévision Française)' 로 개칭되었다. 1962년부터는 샤를 뮌슈가 임명되어 르 루와 공동 상임 지휘자로 활동했으며, 뮌슈는 파리 관현악단으로 옮길 때까지 재임했다.
1968년에는 장 마르티농이 상임 지휘자로 임명되었고, 철저한 계획과 연습 방침으로 악단 연주력 향상에 주력했다. 동시에 도이체 그라모폰과도 계약해 프랑스 음악을 중심으로 여러 장의 레코드를 녹음하기도 했다. 마르티농이 지병인 골수암 악화로 퇴임한 뒤에는 세르주 첼리비다케가 인계받았으나, 1975년에 슈투트가르트 남서독일 방송 교향악단으로 이임하면서 단기 재임에 그쳤다.
1975년 현재의 명칭으로 최종 개칭되었다. 첼리비다케 이후로는 한동안 객원 지휘에 의존했으며, 특히 로린 마젤과 연주회를 자주 개최했다. 마젤은 1987년에 상임 지휘자로 부임해 1991년까지 재직했으며, 마르티농 시절의 도이체 그라모폰 계약을 이어받아 녹음을 남기기도 했다.
마젤의 후임으로는 샤를 뒤투아와 쿠르트 마주어가 직책을 차례로 이어받았으며, 마주어는 2008년에 사임할 뜻을 밝혔다. 후임으로는 이탈리아 출신의 다니엘레 가티가 되었다.

## 상주 공연장과 주요 활동
1944년부터 샹젤리제 극장을 주요 공연장으로 삼아 활동하고 있으며, 관현악 연주회 외에도 오페라나 발레 등의 공연에 참가하기도 한다. 국립 관현악단이면서 방송 관현악단이기도 하기 때문에 메종 드 라디오 프랑스의 살르 올리비에 메시앙에서도 종종 연주회를 개최하고 있다. 연주회는 주로 라디오 프랑스를 통해 라디오와 텔레비전으로 중계되고 있다.
2차대전 후에는 동시대 작곡가들의 현대음악 연주에도 적극적으로 임했고, 올리비에 메시앙이나 에드가 바레즈, 앙리 뒤티외, 야니스 크세나키스 등 프랑스인 혹은 프랑스에 정주하던 작곡가들의 신작들을 세계 초연 혹은 프랑스 초연하는 등의 활동을 했다. 최근에도 중국 출신 작곡가인 천 치강의 작품들을 버진 클래식스에 녹음한 바 있다.
프랑스 음악 외에도 말러나 쇼스타코비치, 베토벤, 브람스, 브루크너, 차이콥스키의 유명 관현악 작품들도 연주하고 있으며, 최근에는 라디오 프랑스의 방송 중계 음원들이 음반화되면서 비 프랑스계 작품들의 녹음들이 활발하게 선보이고 있다.

## 역대 지휘자
- 데지레-에밀 앵겔브레슈트 (1934-1940년대. 상임 지휘자)
- 마뉘엘 로장탈 (1944-1947. 상임 지휘자)
- 로제르 데조르미에르 (1947-1951. 상임 지휘자)
- 앙드레 클뤼탕스 (1951-1960. 상임 지휘자)
- 모리스 르 루 (1960-1967. 상임 지휘자)
- 샤를 뮌슈 (1962-1968 상임 지휘자)
- 장 마르티농 (1968-1973. 상임 지휘자)
- 세르주 첼리비다케 (1973-1975. 상임 지휘자)
- 로린 마젤 (1987-1991. 상임 지휘자)
- 제프리 테이트 (1989-1998. 수석 객원 지휘자)
- 샤를 뒤투아 (1991-2001. 상임 지휘자)
- 쿠르트 마주어 (2001-2008. 상임 지휘자)
- 다니엘레 가티 (2008-2016.상임 지휘자)
- 에마뉘엘 크리빈 (2017-.상임 지휘자)